# Cresera simillima
Cresera optima là một loài bướm đêm thuộc phân họ Arctiinae, họ Erebidae.